# Ventron
Ventron ([vɛntʁɔ̃] ) est une commune française de moyenne montagne située dans le département des Vosges en région Grand Est. Elle fait partie de l'unité urbaine de la Bresse, de la communauté de communes des Hautes Vosges et se situe dans le massif des Vosges.
Ses habitants sont appelés les Véternats .

## Géographie

### Localisation
La commune est située à 6 km de Cornimont dont elle partage le code postal, à 13 km du Thillot, à 30 km de Remiremont et 30 km de Thann. Le col du Page (957 m) permet de rejoindre Bussang par une route forestière. Ventron est aussi limitrophe de l'Alsace, relié à la vallée de la Thur par le col d'Oderen. Son point culminant est le Grand Ventron, à 1 204 m d'altitude, où le large panorama s'accompagne d'une table d'orientation. Le point le plus bas accuse 570 m, en direction de Travexin. Le ruisseau qui traverse le village est simplement nommé le Ventron, il est affluent gauche de la Moselotte.

### Géologie et relief
La commune se compose de 32,27 hectares de territoires artificialisés (1,32 %), 358,07 hectares de territoires agricoles (14,64 %) et 2 054,69 hectares de forêts et milieux semi-naturels (84,04 %).
- Espaces naturels[3] :

Quatre espaces protégés hors Natura 2000,
Deux espaces protégés Natura 2000,
Six zones naturelles d'intérêt écologique, faunistique et floristique (Znieff),
Deux inventaire national du patrimoine géologique.
Au pied du sommet du Haut du Rouge Gazon (1 108m) se trouve la station de ski de Frère-Joseph. De taille modeste, la station propose toutefois 11 pistes très variées dans un paysage resté authentique et sauvage.
C'est l'une des 201 communes du parc naturel régional des Ballons des Vosges réparties sur quatre départements : les Vosges, le Haut-Rhin, le Territoire de Belfort et la Haute-Saône.

### Sismicité
Commune située dans une zone de sismicité modérée.
|           | Cornimont | Kruth     |
| Cornimont | Ventron   | Fellering |
| Le Ménil  | Bussang   |           |

### Hydrographie et les eaux souterraines
Hydrogéologie et climatologie : Système d’information pour la gestion des eaux souterraines du bassin Rhin-Meuse :
Territoire communal : Occupation du sol (Corinne Land Cover); Cours d'eau (BD Carthage),
Géologie : Carte géologique; Coupes géologiques et techniques,
 Hydrogéologie : Masses d'eau souterraine; BD Lisa; Cartes piézométriques.
La commune est située dans le bassin versant du Rhin au sein du bassin Rhin-Meuse,. Elle est drainée par le ruisseau le Ventron, la goutte du Riant, le ruisseau des Vinterges, le ruisseau d'Oderen et le ruisseau du Moulin de Ventron
Le ruisseau le Ventron, d'une longueur totale de 11,4 km, prend sa source dans la commune  et se jette dans la Moselotte à Cornimont.

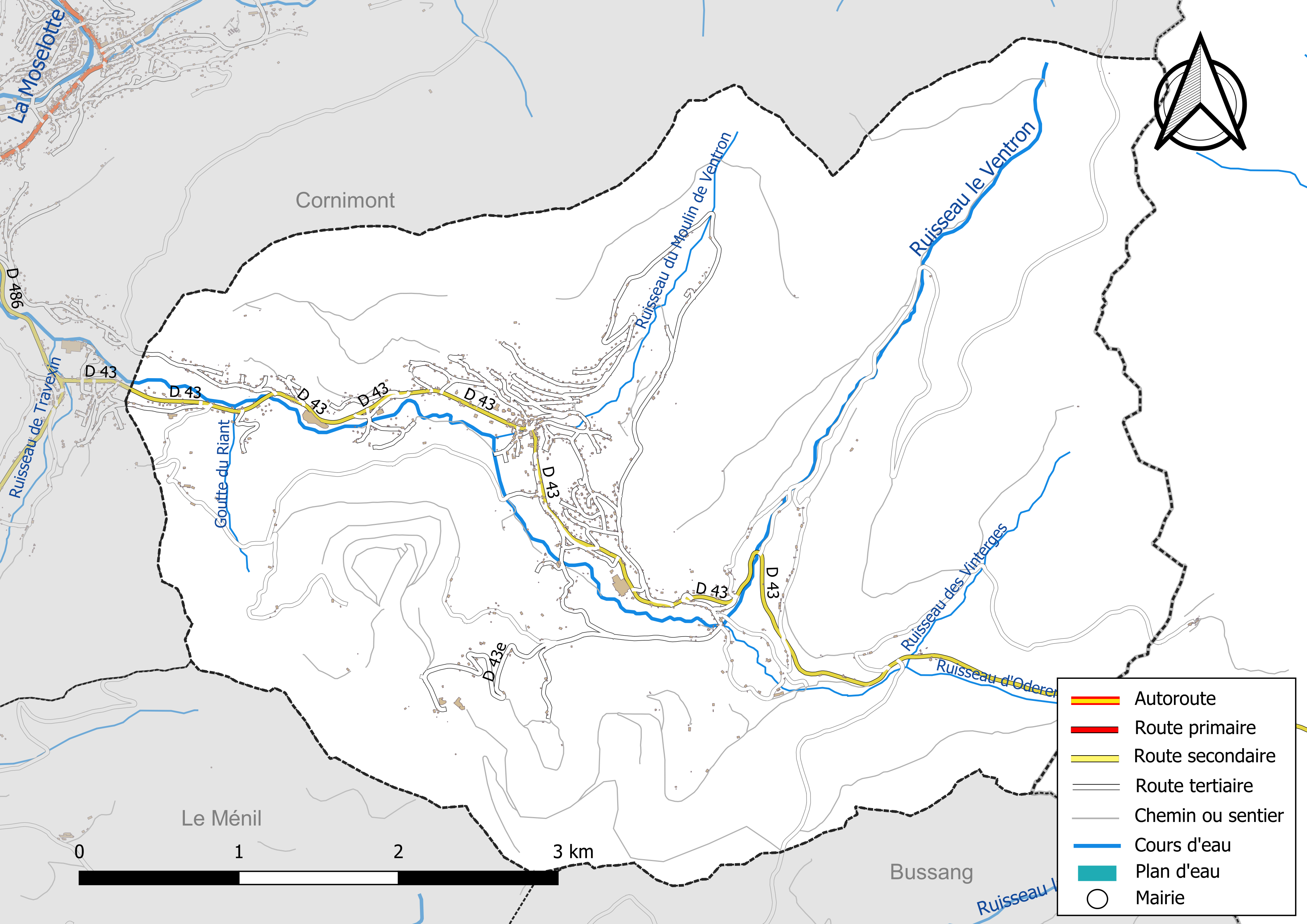
Réseaux hydrographique et routier de Ventron.

La qualité des cours d’eau peut être consultée sur un site dédié géré par les agences de l’eau et l’Agence française pour la biodiversité.
La source ferrugineuse de Ventron.

### Climat
Pour des articles plus généraux, voir Climat du Grand Est et Climat des Vosges.
En 2010, le climat de la commune est de type climat de montagne, selon une étude du Centre national de la recherche scientifique s'appuyant sur une série de données couvrant la période 1971-2000. En 2020, Météo-France publie une typologie des climats de la France métropolitaine dans laquelle la commune est exposée à un climat semi-continental et est dans la région climatique  Vosges, caractérisée par une pluviométrie très élevée (1 500 à 2 000 mm/an) en toutes saisons et un hiver rude (moins de 1 °C). 
Pour la période 1971-2000, la température annuelle moyenne est de 8,2 °C, avec une amplitude thermique annuelle de 16,7 °C. Le cumul annuel moyen de précipitations est de 1 966 mm, avec 13,9 jours de précipitations en janvier et 11,6 jours en juillet. Pour la période 1991-2020, la température moyenne annuelle observée sur la station météorologique de Météo-France la plus proche, « Markstein Crete », sur la commune d'Oderen à 8 km à vol d'oiseau, est de 6,3 °C et le cumul annuel moyen de précipitations est de 1 489,3 mm. 
La température maximale relevée sur cette station est de 30,3 °C, atteinte le 7 août 2015 ; la température minimale est de −20,4 °C, atteinte le 20 décembre 2009,,. 
Les paramètres climatiques de la commune ont été estimés pour le milieu du siècle (2041-2070) selon différents scénarios d'émission de gaz à effet de serre à partir des nouvelles projections climatiques de référence DRIAS-2020. Ils sont consultables sur un site dédié publié par Météo-France en novembre 2022.

## Urbanisme

### Typologie
Au 1er janvier 2024, Ventron est catégorisée commune rurale à habitat dispersé, selon la nouvelle grille communale de densité à sept niveaux définie par l'Insee en 2022.
Elle appartient à l'unité urbaine de La Bresse, une agglomération intra-départementale regroupant quatre  communes, dont elle est une commune de la banlieue,,. La commune est en outre hors attraction des villes,.

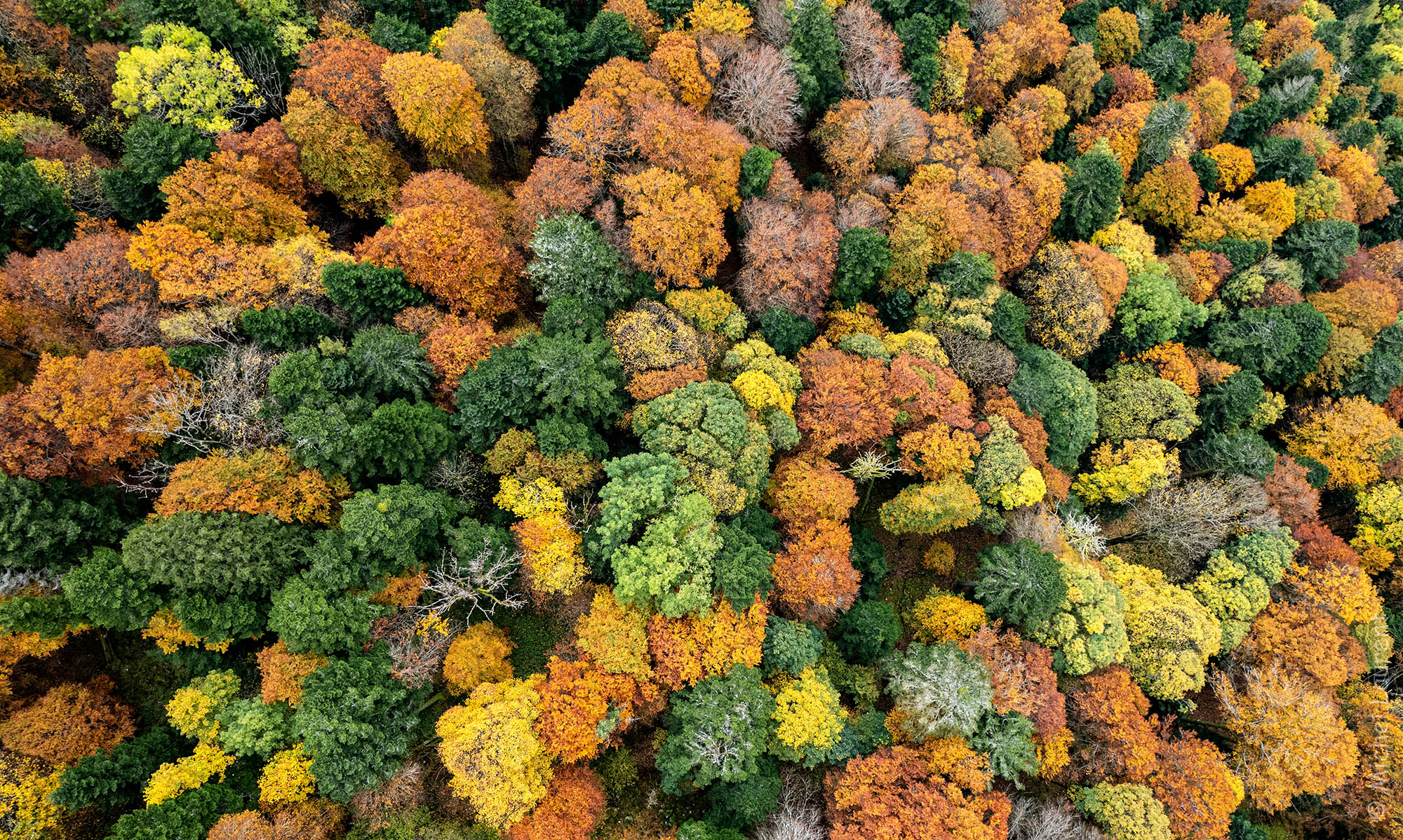
Forêt de Ventron

### Occupation des sols
L'occupation des sols de la commune, telle qu'elle ressort de la base de données européenne d’occupation biophysique des sols Corine Land Cover (CLC), est marquée par l'importance des forêts et milieux semi-naturels (84,1 % en 2018), une proportion sensiblement équivalente à celle de 1990 (83,8 %). La répartition détaillée en 2018 est la suivante : 
forêts (72 %), milieux à végétation arbustive et/ou herbacée (12,1 %), zones agricoles hétérogènes (10,1 %), prairies (4,5 %), zones urbanisées (1,3 %). 

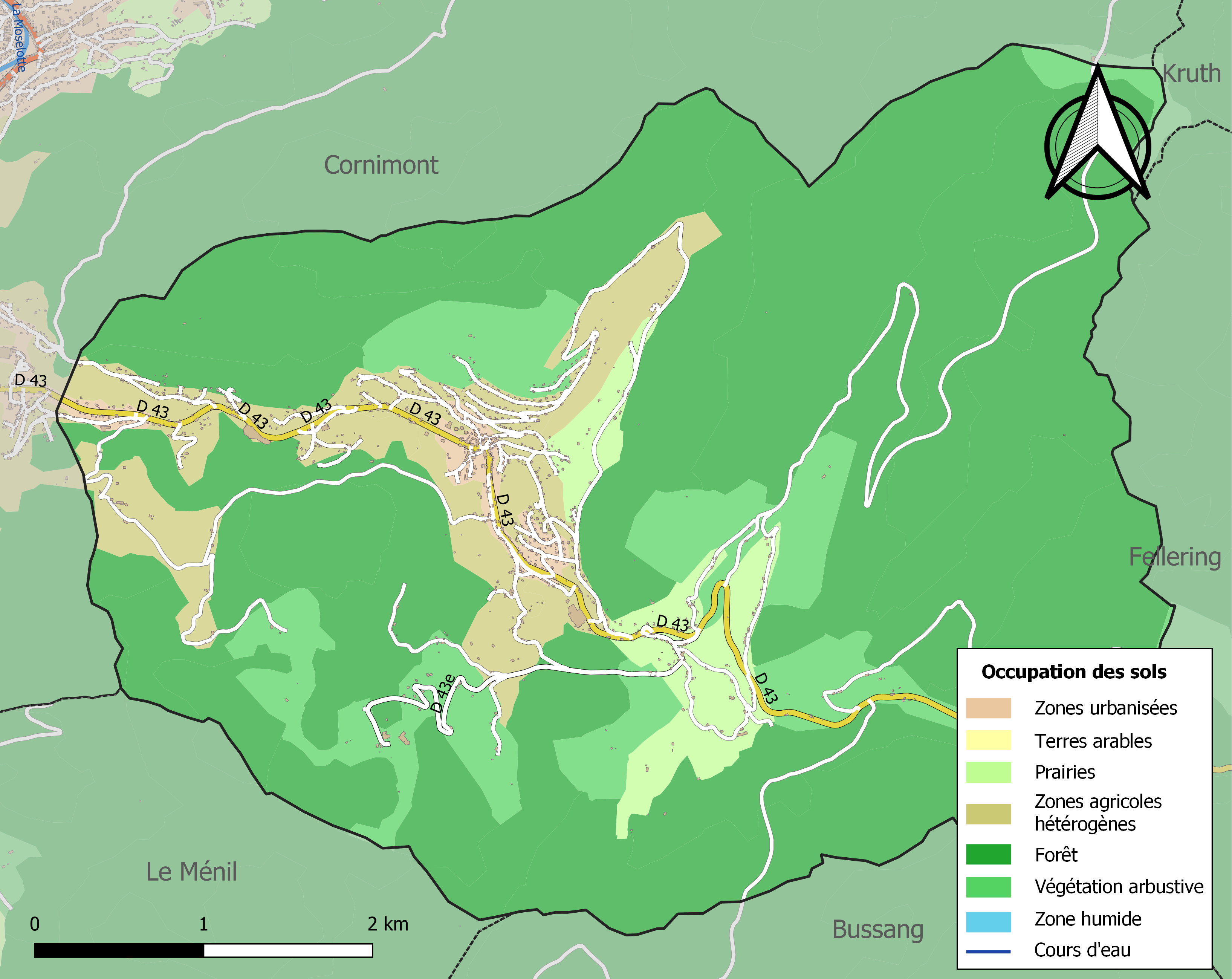
Carte des infrastructures et de l'occupation des sols de la commune en 2018 (CLC).

L'évolution de l’occupation des sols de la commune et de ses infrastructures peut être observée sur les différentes représentations cartographiques du territoire : la carte de Cassini (XVIIIe siècle), la carte d'état-major (1820-1866) et les cartes ou photos aériennes de l'IGN pour la période actuelle (1950 à aujourd'hui).
La commune est couverte par un plan local d'urbanisme dont la dernière procédure a été approuvée le 14 octobre 2020.

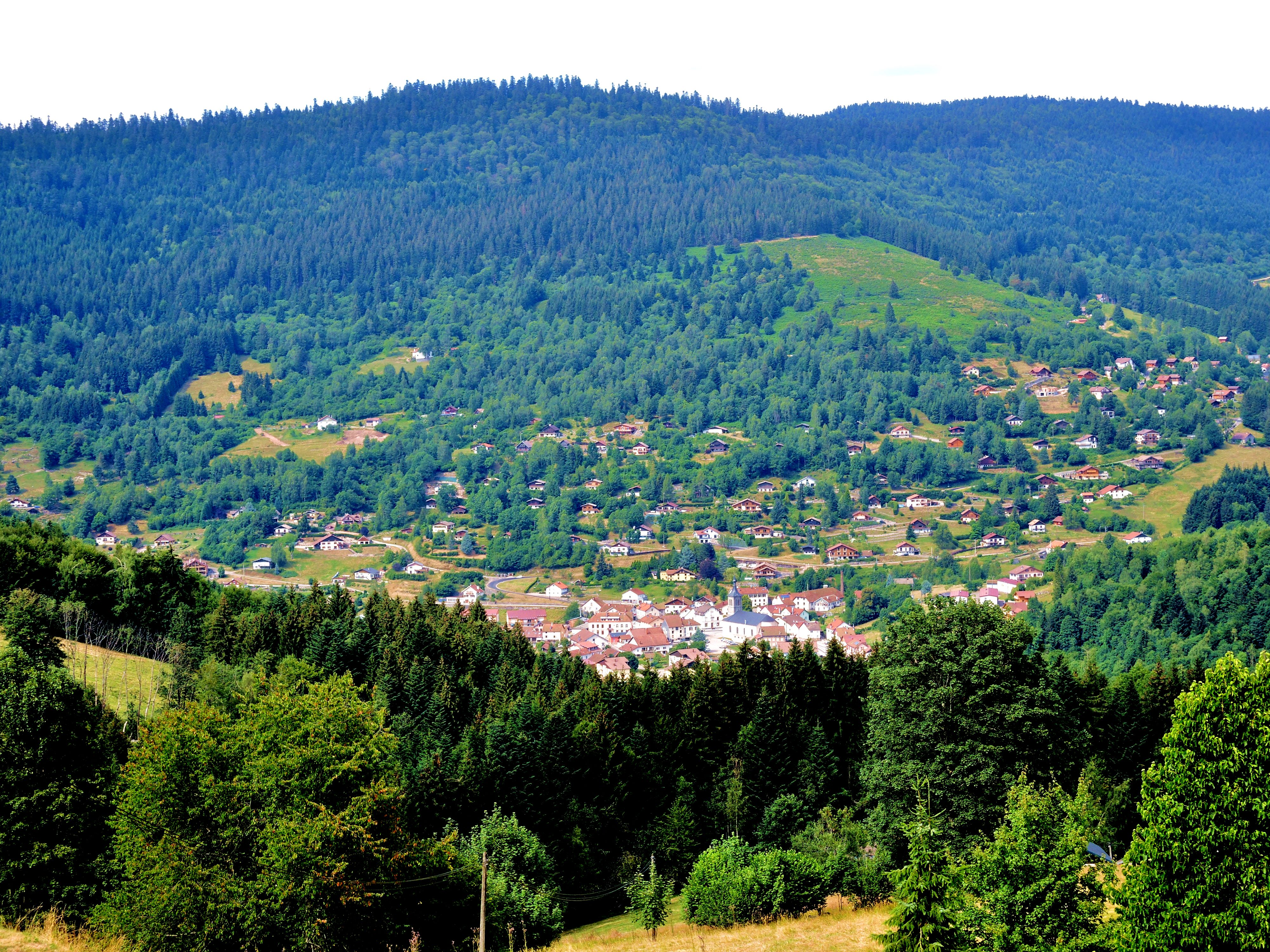
Village de Ventron, vu de la route de Frère-Joseph.

### Voies de communications et transports

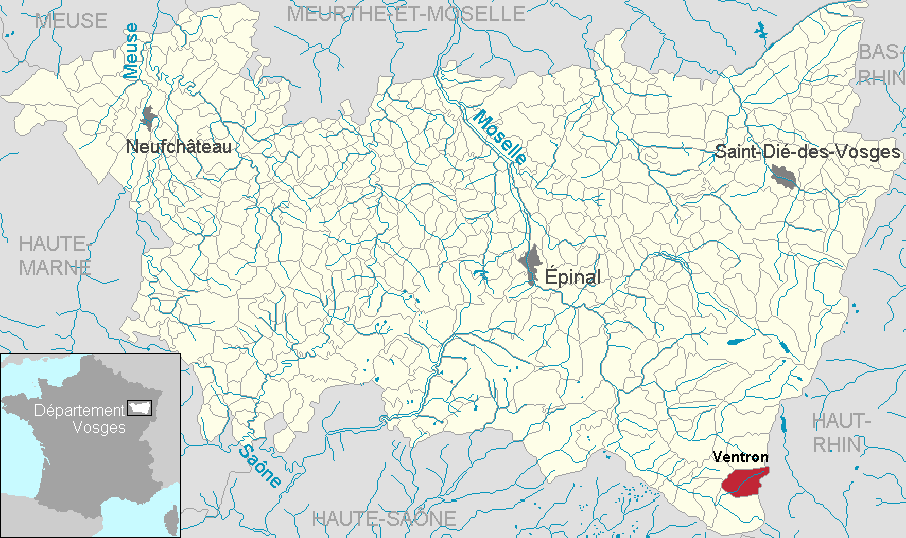
Situation de Ventron.

#### Voies routières
Ventron est desservie par une route départementale, la D43, traversant Ventron à son centre et liant la commune à Cornimont et le reste des Vosges via la D486 à l’ouest et à Kruth et l’Alsace via la D13B à l’est.

#### Transports en commun
Ventron n’est desservie par aucune ligne de transport en commun, ni même une ligne de bus. La commune la plus proche étant desservie par le réseau de transport en commun des Vosges est Gérardmer, avec quelques lignes de bus du réseau Fluo Grand Est des Vosges reliant Gérardmer avec des plus grandes villes comme Épinal ou Remiremont.
Pour ce qui est du réseau ferroviaire, Ventron se situe à proximité de Kruth, qui est desservie par une ligne ferroviaire allant jusqu’à Mulhouse en traversant la Vallée de la Thur.

## Toponymie
On trouve les formes anciennes suivantes au XVIe siècle : Winterau, Wynterau (dans un document datant de 1579), Winteraw pour le Grand Ventron en 1582, Wintheraw pour Ventron en 1594. Ensuite, la localité est attestée au XVIIIe siècle sous les formes Ventus rotundus en 1768, et Vennetron ou  Ventron sur la carte de Cassini. La prononciation de Ventron est « Vèn-tron » (vɛntʁɔ̃).
La forme alémanique tardive Winterau s'interprète a priori comme un composé reposant sur les éléments Winter- signifiant « hiver » et -au « prairie, pré », d'où le sens global de « prairie, pré d'hiver ». La forme moderne Ventron résulte d'un phénomène de francisation.
Cependant, les spécialistes ne tiennent pas compte de ces formes tardives qu'ils rejettent comme étant liées à l'étymologie populaire. Peut-être s'agit-il du nom de personne germanique Winther, suivi du suffixe -onem mais le toponymiste François de Beaurepaire considère que les noms de personnes germaniques ne sont jamais suivis du suffixe -onem. Il pourrait s'agir encore du nom de personne germanique Wineraus pris absolument et remplacé plus tard par le nom de personne germanique Wintro(n).

## Histoire
Les origines de Ventron remonteraient à l'époque des défrichements effectués après le Xe siècle par des pâtres venus du versant oriental des Vosges (d'Alsace) et qui élevèrent des huttes et des étables d'hiver.
En 1571, M. d'Elley de Maillanne, seigneur de Ventron, affranchit les habitants du droit de mainmorte vis-à-vis des héritages immobiliers. En 1617, Jean des Porcellets de Maillane, seigneur de Ventron, évêque et comte de Toul, étend cette dérogation aux biens meubles et immeubles. Il fait également ériger une chapelle sous l’invocation de saint Claude. Celle-ci est agrandie et convertie en église en 1730. Détruite, elle est remplacée en 1842 par l’église actuelle.
Ventron dépendait, jusqu’à la fin du XVIIIe siècle du ban de Vagney et du Chapître de Remiremont. En 1751, la commune dépendait du bailliage de Remiremont et en 1790, du district de Remiremont et du canton de Cornimont.
L’ancienne mairie, sous le nom de corps de garde, date de 1790. En 1824, la commune achète un immeuble, qui abrite à la fois l’école mixte, la mairie et le presbytère. Pour remplacer la précédente tombée en ruine, une nouvelle mairie, comprenant une nouvelle école, un bureau de poste et télégraphe, est construite en 1880.
Au fil de son histoire, du fait de sa position stratégique au pied du col d'Oderen, frontière allemande jusque 1914, le village a connu et subi de nombreux conflits. Lors de la dernière guerre, en 1940, la crête secondaire qui passe par le Grand Ventron, le Felsach, le col d'Oderen est souvent citée comme un itinéraire privilégié par les soldats français qui fuyaient du nord vers la zone libre. À cette occasion, à la chaume du Grand Ventron, le chalet du club alpin français cachait, restaurait, habillait cette armée en fuite avec la complicité du village.
En septembre 1944, les troupes de libération s'infiltraient et prenaient position sur les sommets nord de la commune : Tomteux, Écharges. Les forces allemandes s'arc-boutaient sur le massif sud du col d'Oderen à la Ronde Brûche, entre les deux, dans la vallée, les habitants : hommes, femmes, enfants, pour échapper aux tirs dont ils étaient les objets, s'installèrent et organisèrent leur vie dans les caves des maisons sur la période qui couvre la mi-octobre 1944 au 8 novembre. Les combattants des deux camps ne supportaient aucun mouvement dans la vallée, et les victimes civiles furent nombreuses qui sortaient imprudemment en pleine journée. Cette vie souterraine s'interrompit le 8 novembre par la déportation des hommes valides en Allemagne et par l'évacuation, le lendemain, des femmes, des enfants et des vieillards en zone libérée, à l'ouest du département des Vosges. Cette évacuation qui s'est déroulée sous les bombes, dans une tempête de neige, laissait à l'abandon, pour de longs mois, habitats, mobiliers, cheptels aux mains des occupants, des libérateurs, des trafiquants, mais elle mettait aussi en évidence la capacité d'entre-aide des communes de l'Ouest vosgien en faisant naître des amitiés jamais démenties : Tignécourt, Blevaincourt…
Au retour, au printemps 1945, toutes les familles du village étaient ruinées, les biens anéantis. Alors, Ventron s'est remis au travail.
Pour ces raisons, le 27 mai 1952, la commune de Ventron a été citée à la Croix de guerre avec étoile d'argent : 

« Petite commune de la montagne qui s'est trouvée pendant plusieurs semaines en pleine zone de combat. A payé un lourd tribut à la cause de la Liberté. Sa population a fait preuve d'un magnifique courage et du plus pur patriotisme. »

Cartes postales anciennes d'Adolphe Weick.
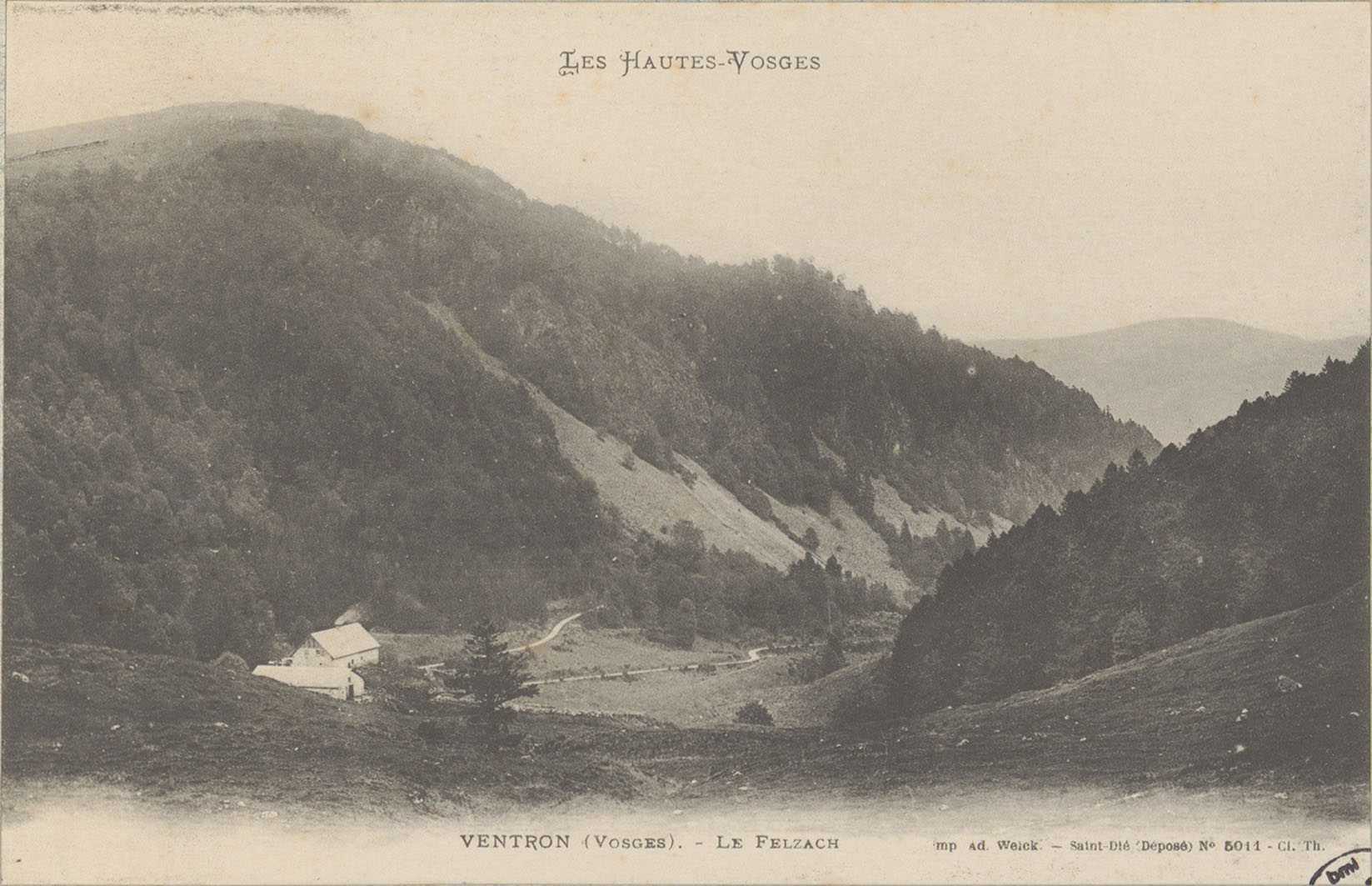
Le Felzach.
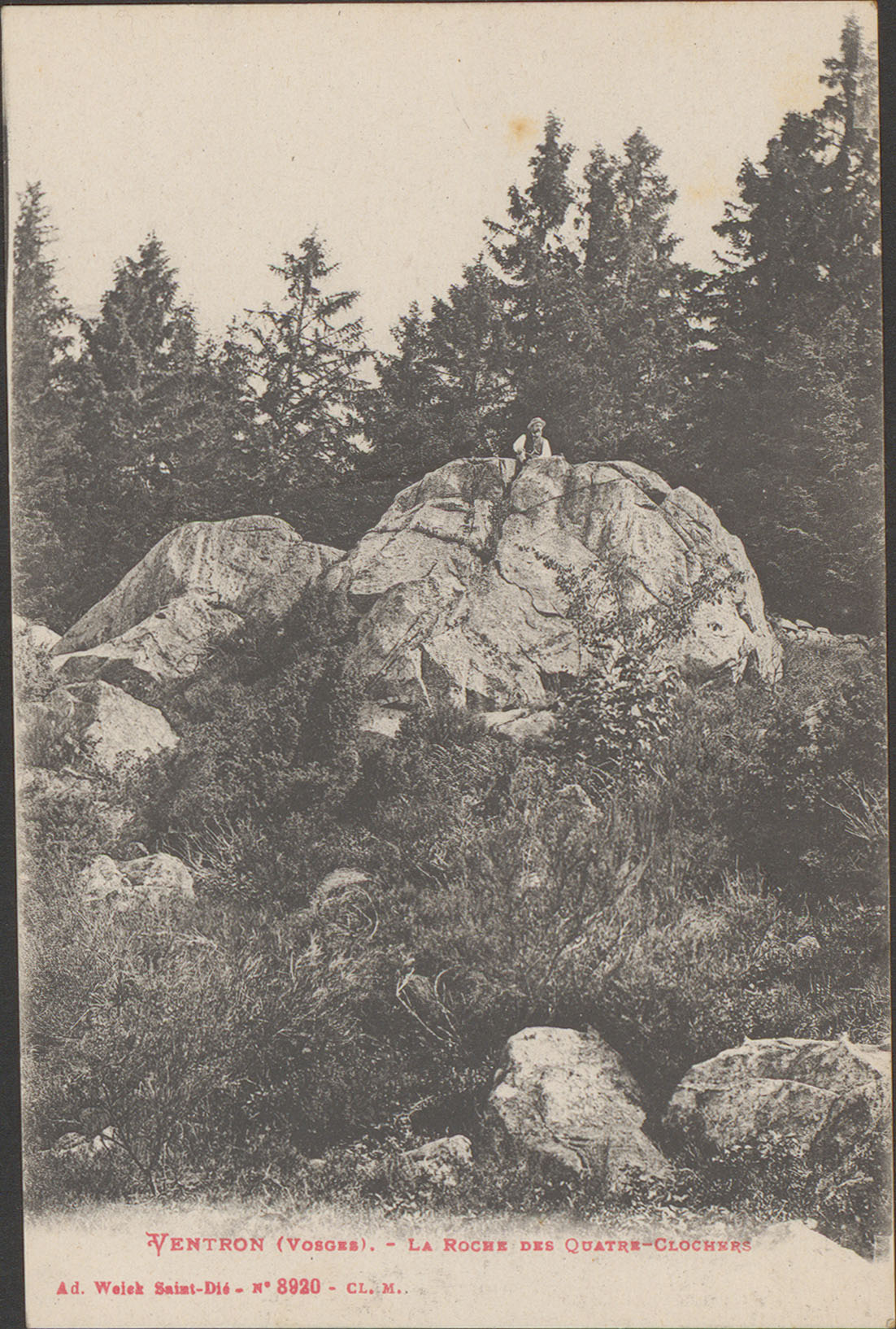
La roche des Quatre-Clochers.
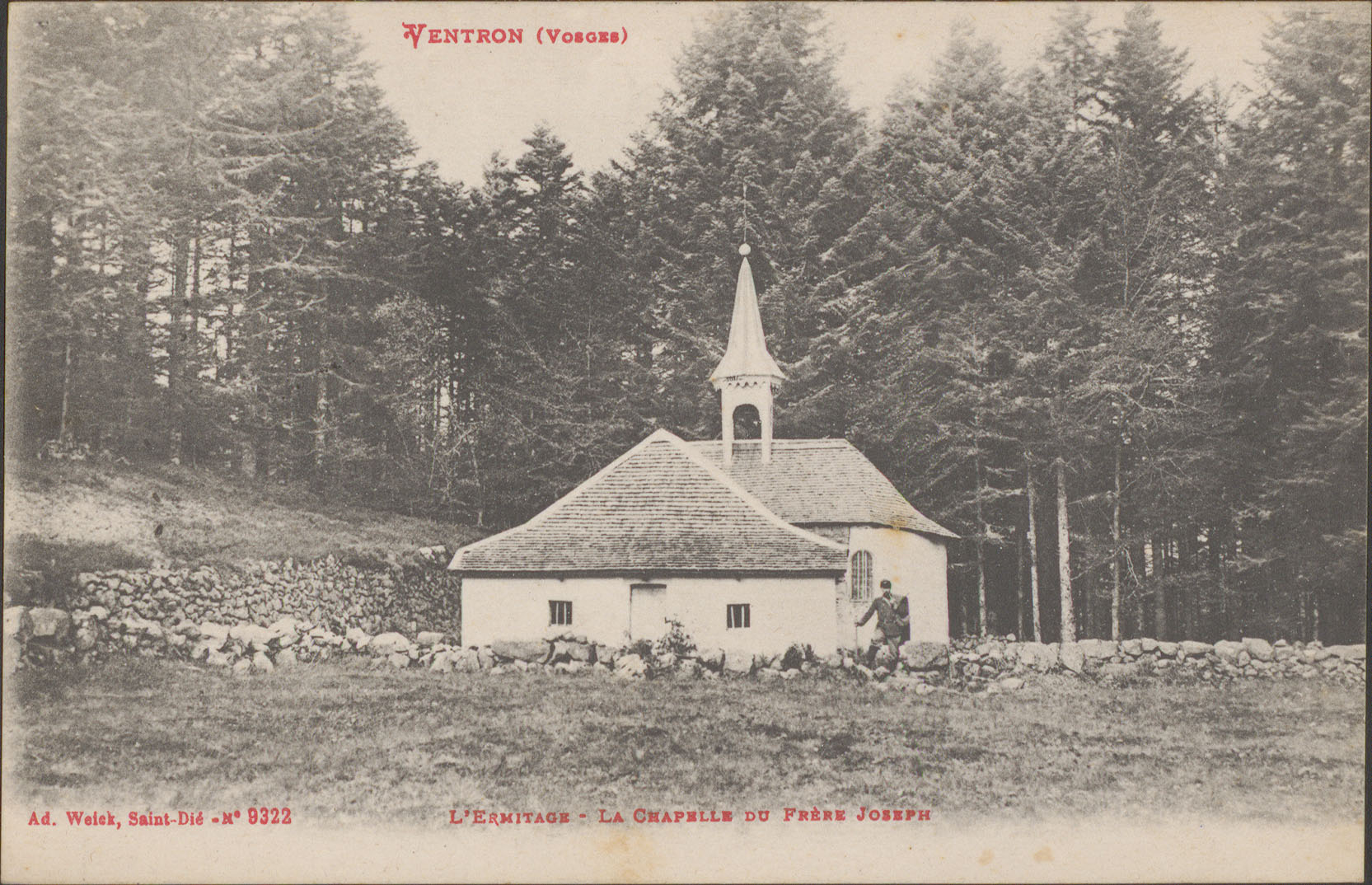
L'ermitage. La chapelle du Frère Joseph.

## Politique et administration

### Découpage territorial
Par arrêté préfectoral du 15 septembre 2023, la commune est retirée le 1er janvier 2024 de l'arrondissement de Saint-Dié-des-Vosges et rattachée à l'arrondissement d'Épinal.

### Liste des maires
| Période                                  | Période                   | Identité                   | Étiquette | Qualité                    |
| ---------------------------------------- | ------------------------- | -------------------------- | --------- | -------------------------- |
| Les données manquantes sont à compléter. |                           |                            |           |                            |
| mars 1904                                | 1933                      | Paul Victor Germain        |           |                            |
| mars 1933                                | 1947                      | Claude Germain             |           | Industriel                 |
| mars 1947                                | 1950                      | Marcel Dessieux            |           |                            |
| mars 1950                                | mars 1977                 | Claude Germain             |           | Industriel                 |
| mars 1977                                | mars 1989                 | Maurice Mailly (1919-2009) |           | Retraité de l'Armée        |
| mars 1989                                | mars 2001                 | Fernande Gillet            |           |                            |
| mars 2001                                | mars 2008                 | Jacques Lambert            | PS        |                            |
| mars 2008                                | mars 2020                 | Jean-Claude Dousteyssier   | SE        | Cadre BTP retraité         |
| mars 2020                                | En cours (au 9 mars 2022) | Brigitte Vanson            | SE        | Conseillère Départementale |

### Finances locales

#### Budget et fiscalité 2023

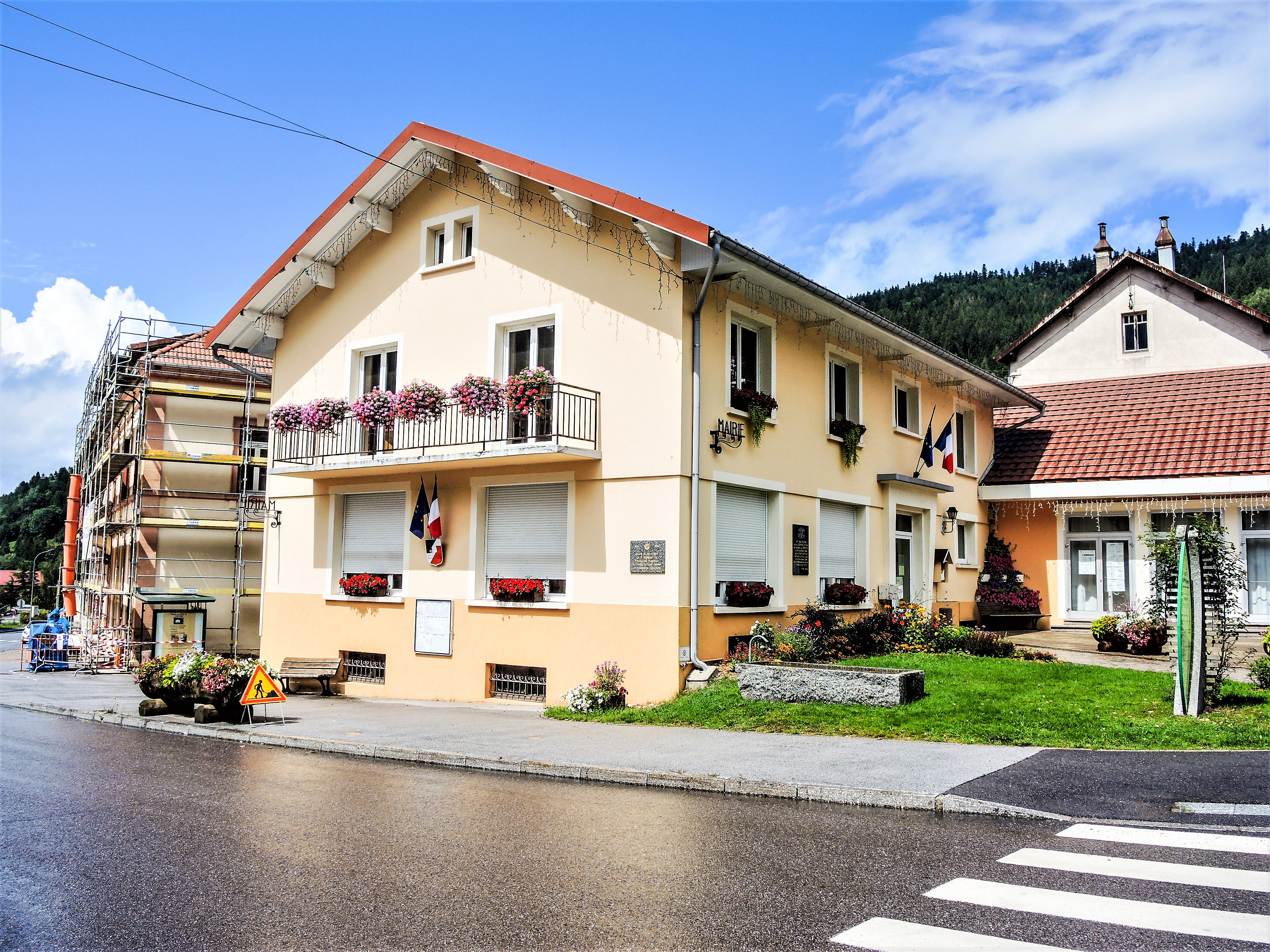
Mairie.

En 2023, le budget de la commune était constitué ainsi :
- total des produits de fonctionnement : 1 307 000 €, soit 1 545 € par habitant ;
- total des charges de fonctionnement : 1 130 000 €, soit 1 336 € par habitant ;
- total des ressources d'investissement : 392 000 €, soit 463 € par habitant ;
- total des emplois d'investissement : 599 000 €, soit 708 € par habitant ;
- endettement : 695 000 €, soit 821 € par habitant.

Avec les taux de fiscalité suivants :
- taxe d'habitation : 19,51 % ;
- taxe foncière sur les propriétés bâties : 37,56 % ;
- taxe foncière sur les propriétés non bâties : 12,73 % ;
- taxe additionnelle à la taxe foncière sur les propriétés non bâties : 0,00 % ;
- cotisation foncière des entreprises : 0,00 %.

Chiffres clés Revenus et pauvreté des ménages en 2021 : médiane en 2021 du revenu disponible, par unité de consommation : 21 910 €.

### Jumelages
- Plounéventer (France) depuis 1990.

Ventron est jumelée avec Plounéventer, commune du Finistère, depuis le 24 mai 1990.

## Population et société

### Démographie
L'évolution du nombre d'habitants est connue à travers les recensements de la population effectués dans la commune depuis 1793. Pour les communes de moins de 10 000 habitants, une enquête de recensement portant sur toute la population est réalisée tous les cinq ans, les populations de référence des années intermédiaires étant quant à elles estimées par interpolation ou extrapolation. Pour la commune, le premier recensement exhaustif entrant dans le cadre du nouveau dispositif a été réalisé en 2004.

En 2022, la commune comptait 839 habitants, en évolution de −0,24 % par rapport à 2016 (Vosges : −2,96 %, France hors Mayotte : +2,11 %).
| 1793  | 1800  | 1806  | 1821  | 1831  | 1836  | 1841  | 1846  | 1856  |
| ----- | ----- | ----- | ----- | ----- | ----- | ----- | ----- | ----- |
| 1 019 | 1 075 | 1 130 | 1 166 | 1 324 | 1 346 | 1 292 | 1 403 | 1 306 |

| 1861  | 1866  | 1876  | 1881  | 1886  | 1891  | 1896  | 1901  | 1906  |
| ----- | ----- | ----- | ----- | ----- | ----- | ----- | ----- | ----- |
| 1 405 | 1 333 | 1 340 | 1 344 | 1 346 | 1 396 | 1 469 | 1 451 | 1 443 |

| 1911  | 1921  | 1926  | 1931  | 1936  | 1946 | 1954  | 1962  | 1968 |
| ----- | ----- | ----- | ----- | ----- | ---- | ----- | ----- | ---- |
| 1 380 | 1 269 | 1 232 | 1 205 | 1 232 | 953  | 1 049 | 1 016 | 970  |

| 1975 | 1982 | 1990 | 1999 | 2004 | 2006 | 2009 | 2014 | 2019 |
| ---- | ---- | ---- | ---- | ---- | ---- | ---- | ---- | ---- |
| 915  | 970  | 900  | 979  | 930  | 928  | 926  | 857  | 832  |

| 2022 | - | - | - | - | - | - | - | - |
| ---- | - | - | - | - | - | - | - | - |
| 839  | - | - | - | - | - | - | - | - |

### Sports
La station de sports d'hiver de Frère-Joseph, dont le domaine empiète sur la commune du Ménil, était située juste au-dessus de Ventron. Elle comportait un télésiège et huit téléskis desservant une douzaine de pistes de ski dont une noire. La station ferme fin 2020, et est rachetée par deux investisseurs en 2022,. Elle devrait rouvrir aux alentours de l'été 2023. Le domaine est également traversé par 16 km de pistes de ski de fond et des chemins de randonnée à pied ou en raquettes.

### Enseignement
Établissements d'enseignements :
- École maternelle et primaire,
- Collèges à Cornimont, La Bresse, Le Thillot, Saint-Amarin, Vagney,
- Lycées à Gérardmer, Masevaux-Niederbruck.

### Santé
Professionnels et établissements de santé :
- Médecins à Cornimont, Bussang, La Bresse, Saulxures-sur-Moselotte,
- Pharmacies à Cornimont, Bussang, La Bresse, Saulxures-sur-Moselotte,
- Hôpitaux à Cornimont, Bussang, La Bresse, Oderen, Le Thillot,
- Centre hospitalier de Remiremont.
- Groupe hospitalier de la région de Mulhouse et Sud-Alsace.

### Cultes
- Culte catholique, Paroisse Notre-Dame des Gouttes[51],[52], Diocèse de Saint-Dié.

## Économie

### Entreprises et commerces

#### Agriculture
- Élevage d'ovins et de caprins.
- Culture d'autres fruits d'arbres ou d'arbustes et de fruits à coque.
- Élevage de chevaux et d'autres équidés.
- Chèvrerie[53].

#### Tourisme
- Restauration-hébergements[54],[55].
- Fermes-auberges.
- Hébergement touristique et autre hébergement de courte durée.
- Domaine de Montagne[56].

#### Commerces
- Commerce de proximité[57] : épicerie[58].
- Production d'électricité.

## Culture locale et patrimoine

### Lieux et monuments
Édifices religieux

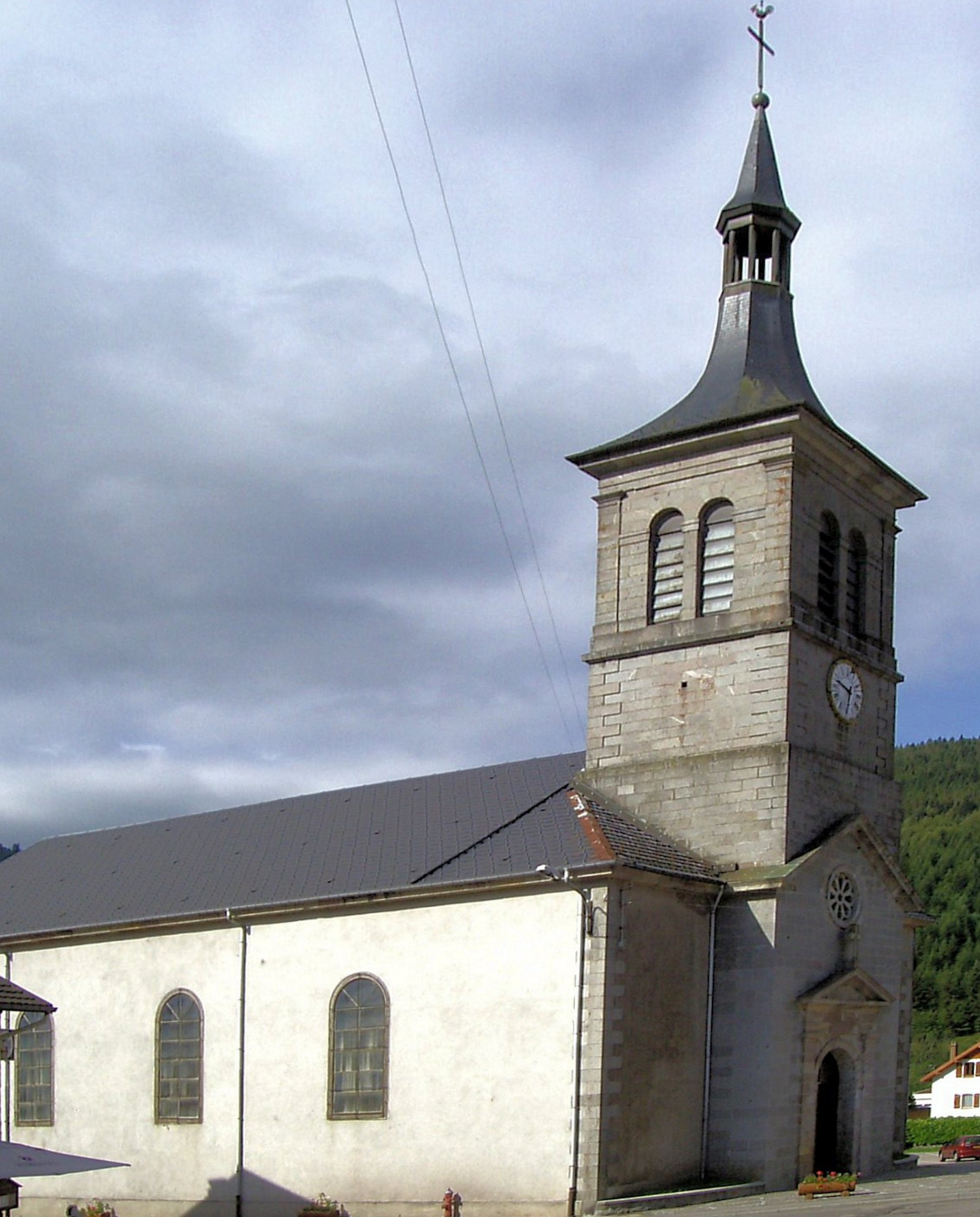
L'église Saint-Claude.

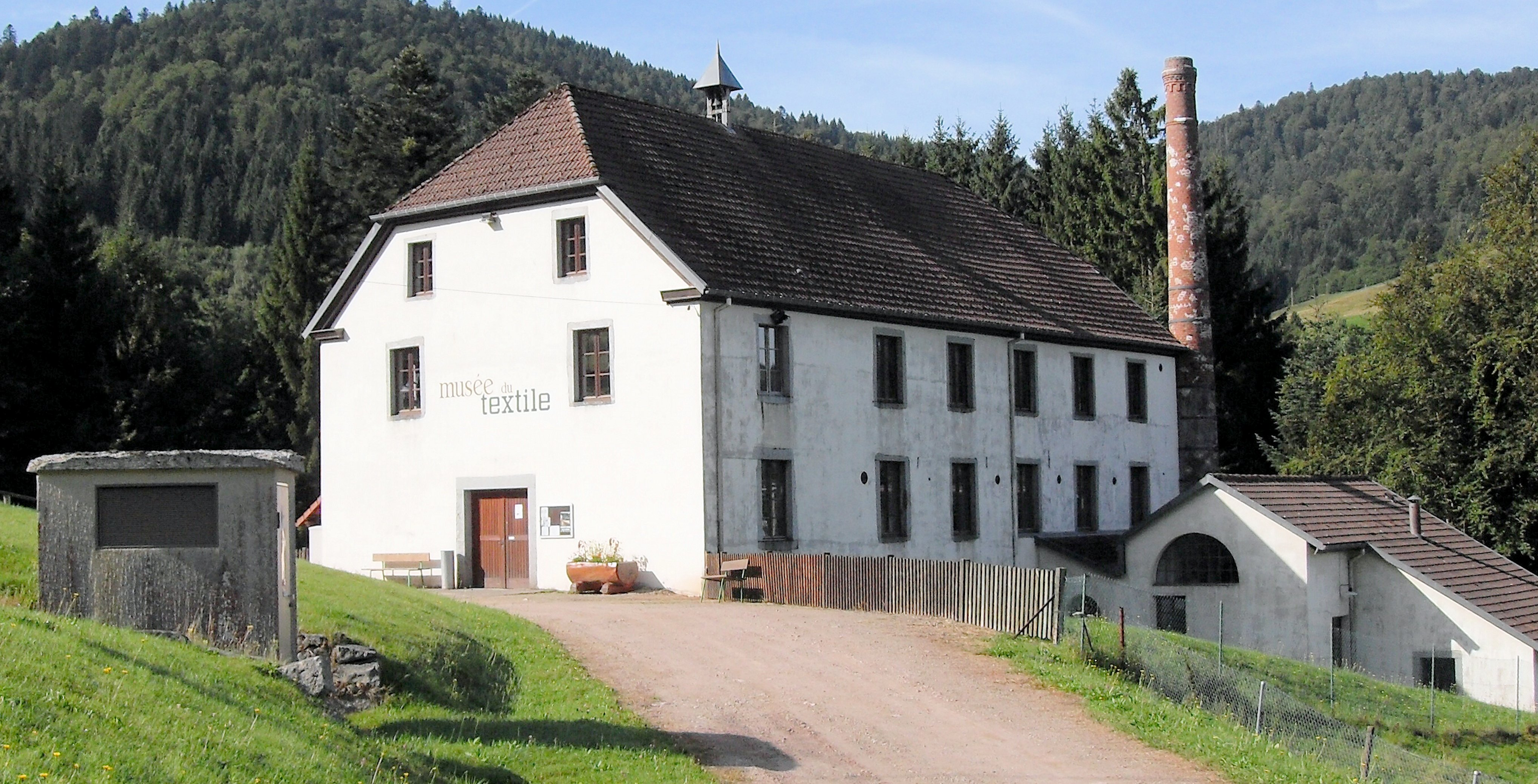
Le musée du textile.

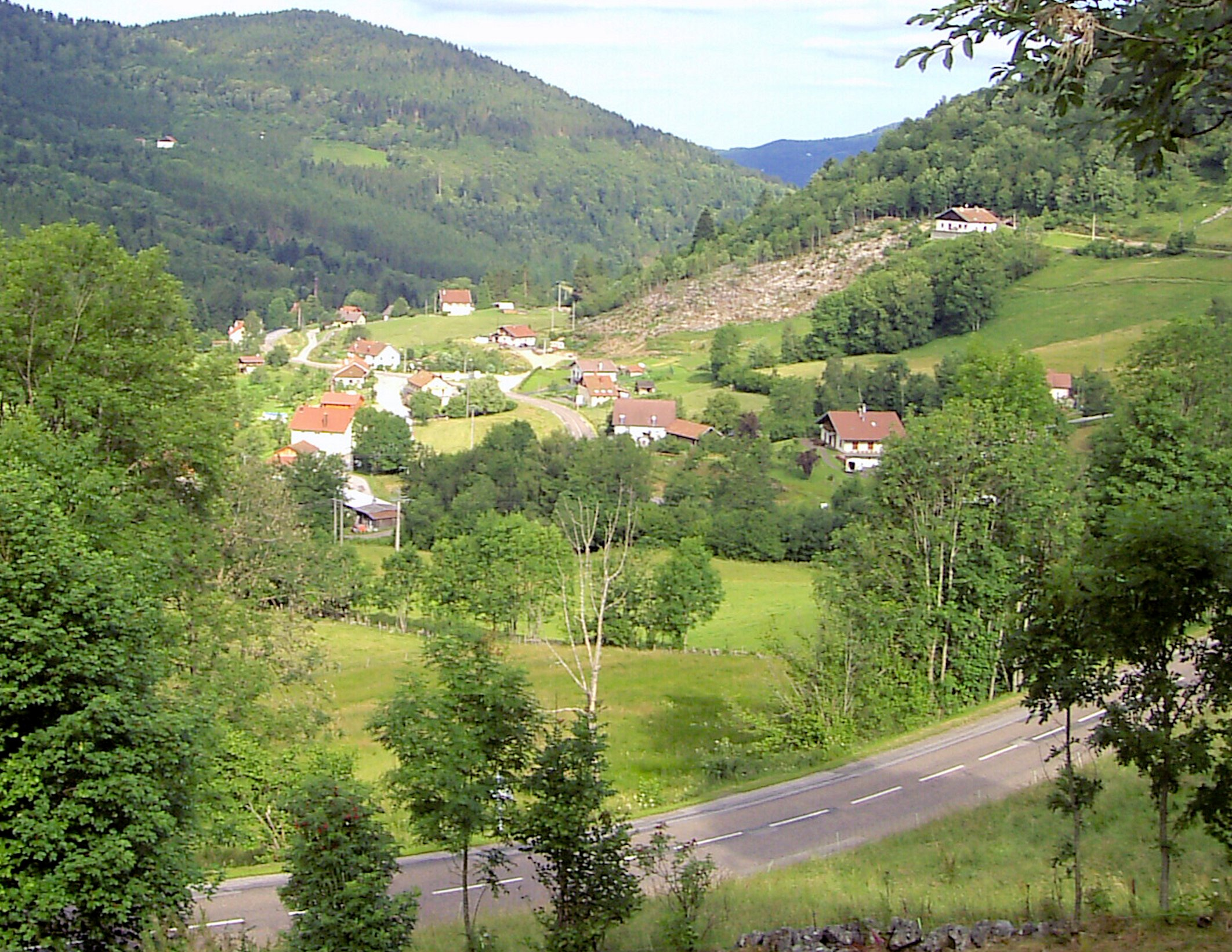
Le hameau du Petit Chéty.

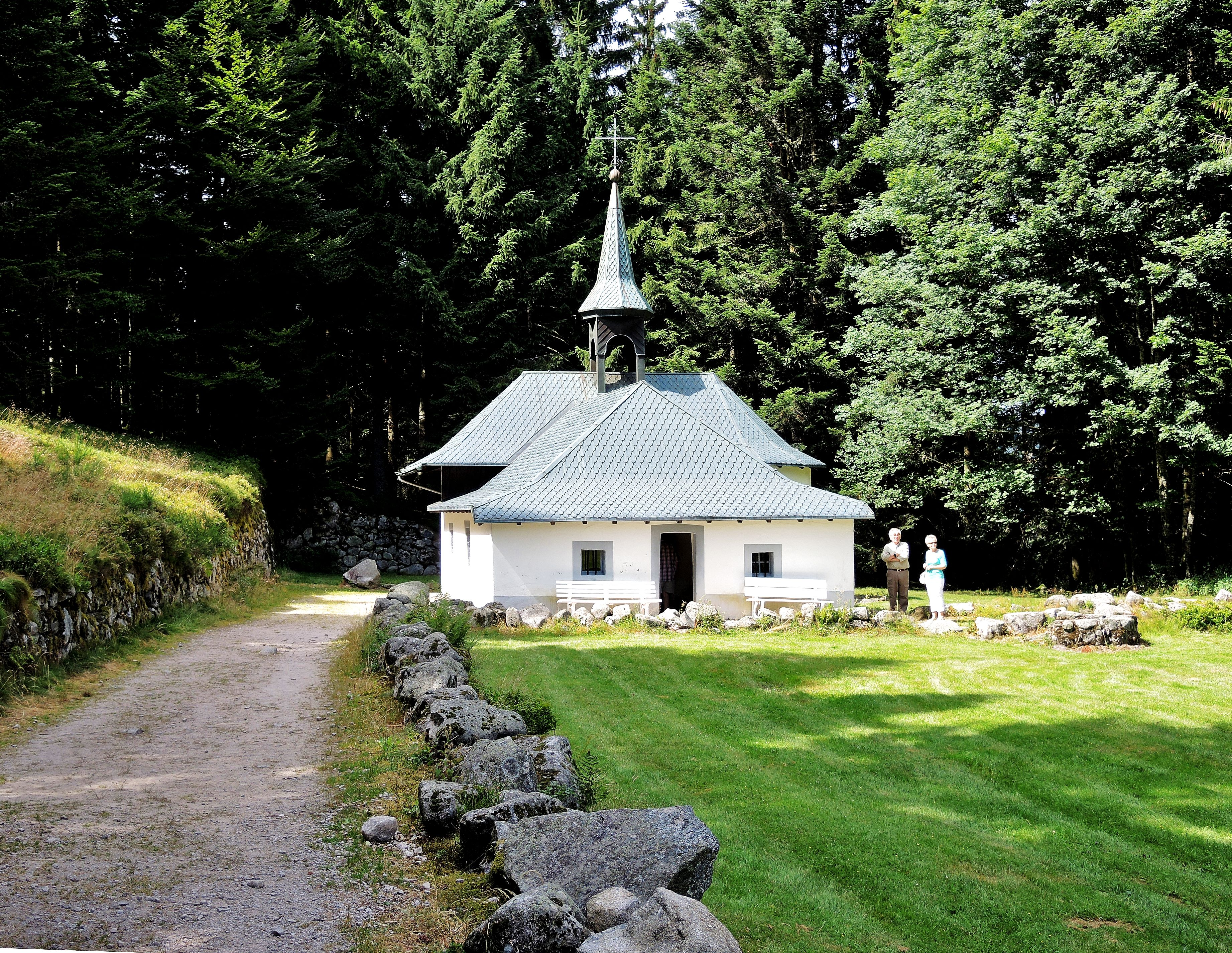
Ermitage du frère Joseph.

- Ermitage du frère Joseph, inscrit au titre des monuments historiques par arrêté du 5 avril 1993[59], constitué d'une petite chapelle et de l'habitation de l'ermite Frère Joseph Formet qui y vécut au XVIIIe siècle, né dans la Haute-Saône en 1724, mort en 1784 après 30 ans de recueillement sur une hauteur de Ventron.
- Grotte de Lourdes[60],[61].
- Église Saint-Claude[62],[63], datée de 1841[64].

La chapelle funéraire de Frère Joseph dans l'église Saint-Claude,.
Orgue de 2016,.
- Monuments commémoratifs[69].

Autres monuments et sites
- La fontaine de la Verseuse[70].
- La réserve naturelle nationale du massif du Ventron qui abrite encore le grand tétras (ou coq de bruyère), grâce à la préservation de la forêt primaire.
- Roche des Quatre-Clochers.
- Centre de Cultures Scientifiques, Technique et Industrielle (CCSTI), celui de Ventron, avec son musée textile des Vosges[71] dans les murs d'un tissage construit en 1830, a été reconnu d’intérêt régional par la Région Lorraine le 7 mai 1987[72].
- Borne marquant l'ancienne frontière entre la France et l'Allemagne pendant l'occupation allemande de l'Alsace-Lorraine (1871-1918). Près de Bussang.

### Événements
- Janvier
  - Séminaire d'intégration des élèves de l'École nationale d'administration qui choisissent à cette occasion leur nom de promotion.
- Juillet
  - Feu de la Saint-Jean tous les derniers samedis de juillet, organisé par les conscrits.
  - Le dernier dimanche du mois de juillet, pèlerinage en plein air devant la chapelle de l'ermitage Frère-Joseph.
- Août
  - Marché artisanal tous les premiers dimanches d'août avec une affluence moyenne de 5 000 visiteurs.
  - Course du Grand Tétras avec arrivée à proximité de la station de ski.
- Septembre
  - Séminaire d'intégration des élèves de l'Institut régional d'administration de Metz qui choisissent à cette occasion leur nom de promotion.
- Décembre
  - Marché de Noël.

### Personnalités liées à la commune
- Jean-Thiébaut Géhin, industriel et fondateur des FTS (Filatures et Tissages de Saulxures) et homme politique.
- Jean des Porcellets de Maillane, de la célèbre et illustre Maison de Provence du même nom.
- Pierre-Joseph Formet (1724-1784), ermite plus connu sous le nom de Frère Joseph. Le pape Léon XIII l'a décrété vénérable le 22 avril 1903.
- Nicolas Géhin, homme politique né le 22 octobre 1753 à Ventron (Vosges) et décédé le 21 janvier 1828 à Nancy (Meurthe-et-Moselle).
- Les trois sœurs, Thérèse, Marguerite et Anne-Marie Leduc, skieuses de l'équipe de France aux JO de Squaw Valley (É.-U.) en 1960, sont véternates. Elles sont les benjamines d'une fratrie de onze ayant tous participé à des compétitions de haut niveau. Thérèse Leduc a donné son nom à une piste de ski bleue du domaine skiable[73].
- Manufacture de grandes orgues Jeanpierre. Ils avaient fondé leur maison à Ventron en 1750[74].

### Héraldique
| Blason | Blasonnement : Taillé : au 1er d'or (d'argent) à la crosse épiscopale de sable, mouvant de la partition au 2e d'azur au lion léopardé d'argent (d'or). Commentaires : la crosse rappelle que Jean des Porcellets, évêque de Toul, affranchit les habitants du lieu en 1617. Le lion léopardé est extrait des armes de Charles François, comte de Serre, qui donna ses forêts aux habitants de Ventron en 1704 ; ce meuble se retrouve sur le blason de Pagny-sur-Moselle. |

## Pour approfondir